# Microdon mysa
Microdon mysa är en tvåvingeart som beskrevs av Violovitsh 1971. Microdon mysa ingår i släktet myrblomflugor, och familjen blomflugor. Inga underarter finns listade i Catalogue of Life.